# Карлос Мартінес Морено
Карлос Мартінес Морено (Колонія-дель-Сакраменто, 1 вересня 1917 — Мехіко, 21 лютого 1986) — уругвайський письменник, журналіст і юрист.

## Життєпис
Дитинство Морено пройшло в Колонії-дель-Сакраменто, потім в Мело і, нарешті, в Монтевідео. 
У віці 19 років вступив на юридичний факультет Університету Республіки і закінчив його в 1948. 
У 1949 був призначений громадським захисником у цивільних та кримінальних справах. Незважаючи на те, що Карлос Мартінес Морено був відомим адвокатом кримінального захисту, з плином часу він також став відомим як письменник. З 20 років він був театральним критиком, спочатку в Ель-Паїсі та Ель-Діаріо, а з 1942 в щотижневику "Marcha" .
Перші історії були опубліковані в різних студентських журналах, пізніше в "Mundo Uruguayo", більшість історій були опубліковані під псевдонімом Alejandro Tour.
У 1944 Морено переміг у літературному конкурсі з новелою «La otra mitad» («Друга половина»), хоча лише в 1960 він опублікував свою першу книгу «Los Días por vivir» . 
У 1951 Морено брав участь в якості гостя у Латиноамериканській зустрічі письменників у Консепсьйоні, Чилі. 
У 1959 поїхав на Кубу як журналіст, запрошений на роботу у видання "Operación Verdad". З цього досвіду виник його роман "El paredón", який став фіналістом літературного конкурсу "Concurso Biblioteca Breve", заснованого редакцією "Seix Barral".
Книга "Los aborígenes" ("Аборигени") отримала 2-у премію в конкурсі «Life en español» серед понад трьох тисяч історій у 1960. До складу журі входили Федеріко де Оніс, Октавіо Пас, Артуро Услар П'єтрі, Ернан Діас Аррієта та Емір Родріґес Моне<u>ґ</u>ал. Того ж року у видавництві "Asir" вийшла книга оповідань Морено "Los Días por vivir".
У 1962 вступив до нової партії "Народний союз". У наступному році приєднався до керівництва літературного журналу «Numero».
У 1967 Морено запросили на 2-гу зустріч письменників Латиноамериканського співтовариства, яка проходила у Мексиці. Того ж року він був призначений заступником міністра культури і через три місяці подав у відставку, не погоджуючись із здійсненням оперативних заходів безпеки. Морено відмежовується від партії Колорадо.
У 1968 разом з Карлосом Реал де Азуа та Карлосом Маґґі створив альманах "Capítulo Oriental, historia de la literatura uruguaya" для Центру редакції Латинської Америки, що складався з 38 творів щотижня. Для цієї збірки він написав твори «El aura del novecientos» та «Carlos Reyles» .
У 1971 Морено приєднався до нещодавно заснованого політичного руху «Широкий фронт». Наступного, 1972 року, він опублікував у "Марчі" серію критичних статей про поточні уругвайські інституційні справи. 
Вибуховий пристрій, встановлений на світанку, зруйнував частину будинку Морено, як помста за його статті, так і через захист великої кількості політичних в'язнів.
У 1977 Морено змусили виїхати до Барселони, де він заробляв на життя коректором і перекладачем з французької на іспанську. 
У 1978 виїхав до Мексики, де йому запропонували посаду на факультеті політичних та соціальних наук Національного автономного університету Мексики. Там Морено прожив до своєї смерті у лютому 1986, яка сталася, коли він чекав черги в Міграційному відомстві, готуючись повернутися до Уругваю.

## Твори

### Романи
- El paredón (1963)
- La otra mitad (1966)
- Con las primeras luces (1966)
- Coca (1970)
- Tierra en la boca (1974)
- El color que el infierno me escondiera (1981)

### Нариси
- Los días por vivir (1960)
- Cordelia (1961)
- Los aborígenes (1964)
- Los prados de la conciencia (1968)
- De vida o muerte (1971)
- Montevideo en la literatura y en el arte (Montevideo : Nuestra Tierra, 1971)